# Porta Diana
Pour l’article homonyme, voir Porta all'Arco (Sienne).
La Porta Diana est une porte étrusque faisant partie des murs d'enceinte de la ville de Volterra dans la province de Pise en Toscane (Italie).

## Histoire
Datant du IIIe ou du IIe siècle av. J.-C., elle fait partie des remparts de la ville, construits à l'origine par les Étrusques. Au Moyen Âge, lorsqu'on décida de fermer la ville au nord, et avant la construction du mur défensif de Sant'Agnolo du XIIIe siècle, la porte fut à nouveau mise en service. 
La petite arche médiévale qui la surmontait s'est effondrée dans les années 1960. De cette porte ne subsistent que les montants, dont le revêtement devait être en bois.

## Sources
- (it) Cet article est partiellement ou en totalité issu de l’article de Wikipédia en italien intitulé « Porta Diana » (voir la liste des auteurs).